# Eduard Toll
Eduard Gustav von Toll (ros. Эдуард Васильевич Толль; ur. 2 marca?/14 marca 1858 w Rewlu, zm. 1902) – rosyjski geolog i badacz Arktyki, wywodzący się z Niemców bałtyckich.

## Życiorys
Od najmłodszych lat interesował się geologią i paleontologią leżącej poza kołem polarnym północnej Syberii. Ukończył zoologię na Uniwersytecie w Dorpacie w roku 1882. Po studiach udał się w podróż nad Morze Śródziemne, gdzie badał faunę, florę i geologię Algierii i Balearów.
W latach 1885–1886 brał udział w zorganizowanej przez Akademię Nauk ekspedycji na Wyspy Nowosyberyjskie, którą kierował Alexander Bunge. Został odkrywcą Wielkiej Wyspy Lachowskiej i wyspy Kotielnyj na zachodzie tego archipelagu. W 1886 roku Toll twierdził, że odnalazł Ziemię Sannikowa, którą ponoć odkryli w latach 1808-10 Jakow Sannikow i Matwiej Giedensztrom, jednak ostatecznie wyspę uznano za nieistniejącą.
W latach 1892–1894 prowadził badania geologiczne i pomiary geodezyjne w dorzeczach syberyjskich rzek Jana, Indygirka i Kołyma, a także odkrył i opisał obszar pomiędzy Leną i Chatangą oraz sporządził mapy ziem pomiędzy Popigajem i Anabarem i pasma górskiego pomiędzy tą ostatnią rzeką i Oleniokiem. Obecnie to pasmo nosi imię Wasilija Proncziszczewa. Podczas tej wyprawy założył magazyn z zaopatrzeniem (na jednej z Wysp Nowosyberyjskich) dla Fridtjöfa Nansena, wybierającego się na pokładzie statku badawczego „Fram” w kierunku bieguna północnego.
W 1899 roku brał udział w wyprawie na lodołamaczu Jermak na brzegi Spitsbergenu.
W latach 1900–1902 Toll kierował, z pokładu statku Zaria, ekspedycją na Wyspy Nowosyberyjskie. Celem wyprawy było odnalezienie Ziemi Sannikowa i opłynięcie Przylądka Czeluskin na Półwyspie Tajmyr, najdalej na północ wysuniętego punktu kontynentu azjatyckiego. Prowadzono wówczas w okolicach Tajmyru badania hydrograficzne, geograficzne i geologiczne. Z powodów pogodowych wyprawa zmuszona była spędzić dwie zimy w regionie archipelagu. W tym czasie Toll wraz z trzema członkami załogi odbył wyprawę na saniach i kajaku na Wyspę Benetta. W czasie tej ekspedycji zaginął, a prowadzone jeszcze wiosną 1903 roku poszukiwania, którymi kierował Aleksandr Kołczak, nie przyniosły rezultatu. Jedynie na Wyspie Bennetta (wyspę odkrył i nazwał w roku 1881 George Washington De Long) w północnym łańcuchu Wysp Nowosyberyjskich znaleziono obozowisko wędrowców, pamiętniki geologa i jego rzeczy osobiste oraz pożegnalny list, z którego wywnioskowano, że wszyscy trzej zmarli z wycieńczenia i zimna w roku 1902.